# テネシー州知事の一覧
テネシー州知事の一覧（英語：Governor of State of Tennessee）では、アメリカ合衆国のテネシー州の州知事の一覧を掲載する。

## テネシー州知事
| 氏名                             | 在任期間                        | 政党       | 生没年          | 出身州             | 職業                   | 備考  |
| -------------------------------- | ------------------------------- | ---------- | --------------- | ------------------ | ---------------------- | ----- |
| ウィリアム・ブラウント           | 1790年9月20日 - 1796年3月30日   | 民主共和党 | 1749年 - 1800年 | ノースカロライナ州 | 兵士                   | [ 1 ] |
| ジョン・セヴィアー               | 1796年3月30日 - 1801年9月23日   | 民主共和党 | 1745年 - 1815年 | バージニア州       | 兵士、開拓者           |       |
| アーチボルド・ローン             | 1801年9月23日 - 1803年9月23日   | 民主共和党 | 1760年 - 1819年 | ペンシルベニア州   | 弁護士                 |       |
| ジョン・セヴィアー               | 1803年9月23日 - 1809年9月20日   | 民主共和党 | 1745年 - 1815年 | バージニア州       | 兵士、開拓者           |       |
| ウィリー・ブラウント             | 1809年9月20日 - 1815年9月27日   | 民主共和党 | 1768年 - 1835年 | ノースカロライナ州 | 弁護士、農園主         |       |
| ジョーゼフ・マクミン             | 1815年9月27日 - 1821年10月1日   | 民主共和党 | 1758年 - 1824年 | ペンシルベニア州   | 商人                   |       |
| ウィリアム・キャロル             | 1821年10月1日1827年10月1日      | 民主共和党 | 1788年 - 1844年 | ペンシルベニア州   | 商人、兵士             |       |
| サム・ヒューストン               | 1827年10月1日 - 1829年4月16日   | 民主共和党 | 1793年 - 1863年 | バージニア州       | 弁護士                 |       |
| ウィリアム・ホール               | 1829年4月16日 - 1829年10月1日   | 民主党     | 1775年 - 1856年 | ノースカロライナ州 | 農園主、兵士           |       |
| ウィリアム・キャロル             | 1829年10月1日 - 1835年10月12日  | 民主党     | 1788年 - 1844年 | ペンシルベニア州   | 商人、兵士             |       |
| ニュートン・キャノン             | 1839年10月14日 - 1841年10月15日 | ホイッグ党 | 1781年 - 1841年 | ノースカロライナ州 | 農園主                 |       |
| ジェイムズ・K・ポーク            | 1839年10月14日 - 1841年10月15日 | 民主党     | 1795年 - 1849年 | ノースカロライナ州 | 弁護士、大統領         |       |
| ジェイムズ・C・ジョーンズ        | 1841年10月15日 - 1845年10月14日 | ホイッグ党 | 1809年 - 1859年 | テネシー州         | 弁護士                 |       |
| アーロン・V・ブラウン            | 1845年10月14日 - 1847年10月17日 | 民主党     | 1795年 - 1859年 | バージニア州       | 弁護士                 |       |
| ニール・S・ブラウン              | 1847年10月17日 - 1849年10月16日 | ホイッグ党 | 1810年 - 1886年 | テネシー州         | 弁護士                 |       |
| ウィリアム・トゥルーズデイル     | 1849年10月16日 - 1851年10月16日 | 民主党     | 1790年 - 1872年 | ノースカロライナ州 | 弁護士                 |       |
| ウィリアム・B・キャンベル        | 1851年10月16日 - 1853年10月17日 | ホイッグ党 | 1807年 - 1867年 | テネシー州         | 弁護士                 |       |
| アンドルー・ジョンソン           | 1853年10月17日 - 1857年11月3日  | 民主党     | 1808年 - 1875年 | ノースカロライナ州 | 洋服屋、大統領         |       |
| アイシャム・G・ハリス            | 1857年11月3日 - 1862年3月12日   | 民主党     | 1818年 - 1897年 | テネシー州         | 弁護士、合衆国上院議員 |       |
| アンドルー・ジョンソン           | 1862年3月12日 - 1865年3月4日    | 民主党／軍 | 1808年 - 1875年 | ノースカロライナ州 | 洋服屋、大統領         |       |
| エドワード・H・イースト          | 1865年3月4日 - 1865年4月5日     | 共和党     | 1830年 - 1904年 |                    |                        | [ 2 ] |
| ウィリアム・G・ブラウンロウ      | 1865年4月5日 - 1869年2月25日    | 共和党     | 1805年 - 1877年 | バージニア州       | 編集者、説教師         |       |
| デウィット・クリントン・センター | 1869年2月25日 - 1871年10月10日  | 共和党     | 1830年 - 1898年 | テネシー州         | 弁護士                 |       |
| ジョン・C・ブラウン              | 1871年10月10日 - 1875年1月18日  | 民主党     | 1827年 - 1889年 | テネシー州         | 弁護士                 |       |
| ジェイムズ・D・ポーターJr.       | 1875年1月18日 - 1879年2月16日   | 民主党     | 1828年 - 1912年 | テネシー州         | 弁護士、教師           |       |
| アルバート・S・マーク            | 1879年2月16日 - 1881年1月17日   | 民主党     | 1836年 - 1891年 | ケンタッキー州     | 弁護士、大学総長       |       |
| アルヴィン・ホーキンズ           | 1881年1月17日 - 1883年1月15日   | 共和党     | 1821年 - 1905年 | ケンタッキー州     | 弁護士、裁判官         |       |
| ウィリアム・B・ベイト            | 1883年1月15日 - 1887年1月17日   | 民主党     | 1826年 - 1905年 | テネシー州         | 弁護士、合衆国上院議員 |       |
| ロバート・ラヴ・テイラー         | 1887年1月17日 - 1891年1月19日   | 民主党     | 1850年 - 1912年 | テネシー州         | 弁護士、合衆国上院議員 |       |
| ジョン・P・ブキャナン            | 1891年1月19日 - 1893年1月16日   | 農民労働党 | 1847年 - 1930年 | テネシー州         | 農家                   |       |
| ピーター・ターニー               | 1893年1月16日 - 1897年1月21日   | 民主党     | 1827年 - 1903年 | テネシー州         | 弁護士、裁判官         |       |
| ロバート・ラヴ・テイラー         | 1897年1月21日 - 1899年1月16日   | 民主党     | 1850年 - 1912年 | テネシー州         | 弁護士、合衆国上院議員 |       |
| ベントン・マクミリン             | 1899年1月16日 - 1903年1月19日   | 民主党     | 1845年 - 1933年 | ケンタッキー州     | 弁護士、外交官         |       |
| ジェイムズ・B・フレイザー        | 1903年1月19日 - 1905年3月21日   | 民主党     | 1856年 - 1937年 | テネシー州         | 弁護士、合衆国上院議員 |       |
| ジョン・I・コックス              | 1905年3月21日 - 1907年1月17日   | 民主党     | 1855年 - 1946年 | テネシー州         | 弁護士                 |       |
| マルコム・R・パターソン          | 1907年1月17日 - 1911年1月26日   | 民主党     | 1861年 - 1935年 | アラバマ州         | 弁護士、裁判官         |       |
| ベン・W・フーパー                | 1911年1月26日 - 1915年1月17日   | 共和党     | 1870年 - 1957年 | テネシー州         | 弁護士                 |       |
| トム・C・ライ                    | 1915年1月17日 - 1919年1月15日   | 民主党     | 1863年 - 1953年 | テネシー州         | 弁護士、裁判官         |       |
| A・H・ロバーツ                   | 1919年1月15日 - 1921年1月15日   | 民主党     | 1868年 - 1946年 | テネシー州         | 弁護士、裁判官         |       |
| アルフレッド・A・テイラー        | 1921年1月15日 - 1923年1月16日   | 共和党     | 1848年 - 1931年 | テネシー州         | 弁護士                 |       |
| オースティン・ピー               | 1923年1月16日 - 1927年10月3日   | 民主党     | 1876年 - 1927年 | ケンタッキー州     | 弁護士                 | [ 3 ] |
| ヘンリー・ホリス・ホートン       | 1927年10月3日 - 1933年1月17日   | 民主党     | 1866年 - 1934年 | アラバマ州         | 弁護士、農家           |       |
| ハリー・ヒル・マカリスター       | 1933年1月17日 - 1937年1月15日   | 民主党     | 1875年 - 1959年 | テネシー州         | 弁護士                 |       |
| ゴードン・ブラウニング           | 1937年1月15日 - 1939年1月16日   | 民主党     | 1889年 - 1976年 | テネシー州         | 弁護士、裁判官         |       |
| プレンティス・クーパー           | 1939年1月16日 - 1945年1月16日   | 民主党     | 1895年 - 1969年 | テネシー州         | 弁護士                 |       |
| ジム・ナンス・マコード           | 1945年1月16日 - 1949年1月16日   | 民主党     | 1879年 - 1968年 | テネシー州         | 編集者                 |       |
| ゴードン・ブラウニング           | 1949年1月16日 - 1953年1月15日   | 民主党     | 1889年 - 1976年 | テネシー州         | 弁護士、裁判官         |       |
| フランク・G・クレメント          | 1953年1月15日 - 1959年1月19日   | 民主党     | 1920年 - 1969年 | テネシー州         | 弁護士                 |       |
| ビュフォード・エリントン         | 1959年1月19日 - 1963年1月15日   | 民主党     | 1907年 - 1972年 | ミシシッピ州       | 農家                   |       |
| フランク・G・クレメント          | 1963年1月15日 - 1967年1月16日   | 民主党     | 1920年 - 1969年 | テネシー州         | 弁護士                 |       |
| ビュフォード・エリントン         | 1967年1月16日 - 1971年1月16日   | 民主党     | 1907年 - 1972年 | ミシシッピ州       | 農家                   |       |
| ウィンフィールド・ダン           | 1971年1月16日 - 1975年1月18日   | 共和党     | 1927年 -        | ミシシッピ州       | 歯科医                 |       |
| レイ・ブラントン                 | 1975年1月18日 - 1979年1月16日   | 民主党     | 1930年 - 1996年 | テネシー州         | 農家、実業家           |       |
| ラマー・アレグザンダー           | 1979年1月16日 - 1987年1月17日   | 共和党     | 1940年 -        | テネシー州         | 弁護士、合衆国上院議員 |       |
| ネッド・マクウェーター           | 1987年1月17日 - 1995年1月21日   | 民主党     | 1930年 - 2011年 | テネシー州         | 実業家                 |       |
| ドナルド・K・サンドクィスト      | 1995年1月21日 - 2003年1月18日   | 共和党     | 1936年 -        | イリノイ州         | 実業家                 |       |
| フィル・ブレーデセン             | 2003年1月18日 - 2011年1月15日   | 民主党     | 1943年 -        | ニュージャージー州 | 実業家                 |       |
| ビル・ハスラム                   | 2011年1月15日 - 2019年1月19日   | 共和党     | 1958年 -        | テネシー州         | 実業家                 |       |
| ビル・リー                       | 2019年1月19日 - （現職）        | 共和党     | 1959年 -        | テネシー州         | 実業家                 |       |

## 註
1. ↑  ブラウントは準州知事として勤務した。ジョン・セヴィアーはテネシー州では初の、選挙された州知事となった。
2. ↑  イーストは、南北戦争中北軍の占領下にあった同州を治める軍政長官アンドルー・ジョンソンによってテネシー州の州務長官に指名され、1862年から1865年まで務めた。ジョンソンが1865年3月4日に副大統領に就任した後は、「選挙された」州知事たるウィリアム・G・ブラウンロウが4月5日に就任するまでの間、イーストは「テネシー州知事代理」を務めた。公式『テネシー州青書 (Tennessee Blue Book)』は、イーストを知事の一覧に含めていない。
3. ↑  ピーは死亡退職した唯一のテネシー州知事であり、副知事のヘンリー・ホートンが知事職を継承した。